# Lars Wallin (skådespelare)
Lars Wallin, senare Sebastian Wallin, född 1943 i Helsingborg, är skådespelare och dansare.

## Biografi
Lars Wallin har spelat tillsammans med Nils Poppe på Fredriksdalsteatern i tretton säsonger. Bland annat föreställningarna Vita Hästen, Blomman från Hawaii, Två man om en änka och AB Dun och Bolster!. 
Han debuterade 1970 i Celebration på Helsingborgs stadsteater och lämnade då sitt tidigare arbete som pappershandlare. Han gick igenom statens dansskola i Stockholm och fick därefter uppgifter som dansare på Malmö stadsteater i bland andra uppsättningarna Två gentlemän från Verona, Animalen, Cirkusprinsessan och La Cage Aux Folles, den senare med Jan Malmsjö i huvudrollen.

## Teater

### Roller
| År   | Roll            | Produktion                                                                                                  | Regi            | Teater                                |
| ---- | --------------- | --- | --------------- | ------------------------------------- |
| 1975 |                 | Fars lille påg (Hurra, ein Junge) Franz Arnold och Ernst Bach                                               | Hans Bergström  | Fredriksdalsteatern/ Lisebergsteatern |
| 1988 | Chauffören Emil | AB Dun och Bolster! (Der Keusche Lebemann) Franz Arnold och Ernst Bach                                      | Hans Bergström  | Fredriksdalsteatern                   |
| 1990 | Paul de Cavall  | Två man om en änka (Der Regimentspapa) Rickard Kessler och Heinrich Stobitzer                               | Claes Sylwander | Fredriksdalsteatern                   |
| 1991 |                 | Blomman från Hawaii (Die Blume von Hawaii) Paul Abraham, Alfred Grünwald, Fritz Löhner-Beda och Imre Földes | Claes Sylwander | Fredriksdalsteatern                   |